# Jeanine Baganier
Jeanine Baganier va ser una pianista i compositora de nacionalitat francesa que va néixer el 1832 i va morir el 1876. Va ser la primera dona que va obtenir un premi per a piano al Conservatori de París. Va compondre més de 60 obres per a piano. Es va casar amb Freddy Anoka i va haver d'adaptar el nom del seu marit com a pseudònim per poder donar-se a conèixer en el món de la música.